# Marco Rota
Marco Rota (ur. 18 września 1942 w Mediolanie) – włoski rysownik komiksów z Kaczorem Donaldem i innymi postaciami stworzonymi przez Disneya.
Marco Rota rozpoczął swoją karierę w 1958 roku jako ilustrator komiksów przygodowych dla Dardo Publishers. Rysował dla "Steve Morgan il Trappolatore in Collana Scudo" a także humorystyczne komiksy w "Tarzanetto". Cztery lata później został zatrudniony przez Mondadori, wydawcę włoskiego magazynu „Topolino” zawierającego komiksy Disneya. Stał się jednym z redaktorów „Topolino”, a także jednym z najbardziej znanych twórców komiksów.
Jednym z jego bardziej znanych komiksów jest seria o Donaldzie Niewielkim. W 1984 roku napisał i narysował komiks "Buon compleanno, Paperino!", w którym zamieścił alternatywną, nieco kontrowersyjną historię życia Kaczora Donalda.
Od 1974 do 1988 roku był redaktorem naczelnym włoskich wydawnictw Disneya. Pod koniec lat 90 XX w. rozpoczął pracę dla duńskiego wydawnictwa Egmont dla którego do dziś tworzy scenariusze i ilustruje komiksy.
Jego twórczość jest bardzo dobrze znana w Polsce. Jego historyjki regularnie są publikowane w magazynie Kaczor Donald.
W 2009 został wydany 5 tom komiksu Kaczogród, w całości poświęcony jego życiu i historyjkom.